# Live Recordings 2004
Live Recordings 2004 è il primo EP del gruppo musicale britannico Keane, pubblicato il 4 aprile 2005 dalla Island Records.

## Descrizione
Contiene sei brani eseguiti dal vivo tra il 10 maggio 2004 e il 17 novembre dello stesso anno durante lo svolgimento del tour in supporto all'album d'esordio del gruppo, Hopes and Fears.

## Tracce
Testi e musiche di Tim Rice-Oxley, Tom Chaplin e Richard Hughes, eccetto dove indicato.
1. Somewhere Only We Know (The Forum, London 10th May 2004) – 4:10
2. We Might as Well Be Strangers (Columbiafritz, Berlin 19th May 2004) – 3:18
3. Allemande (BNN That's Live Session, Amsterdam 7th July 2004) – 5:06
4. This Is the Last Time – Acoustic (Mill Street Brewery, Toronto 20th September 2004) – 3:26 (Tim Rice-Oxley, Tom Chaplin, Richard Hughes, James Sanger)
5. Everybody's Changing (Airwaves Festival, Reykjavík 23th October 2004) – 3:48
6. Bedshaped (Brixton Academy, London 17th November 2004) – 4:48 (Tim Rice-Oxley, Tom Chaplin, Richard Hughes, James Sanger)

## Formazione
- Tom Chaplin – voce
- Tim Rice-Oxley – pianoforte, cori
- Richard Hughes – batteria, cori